# Strømsgodset Idrettsforening 2008
Questa voce raccoglie le informazioni riguardanti lo Strømsgodset Idrettsforening nelle competizioni ufficiali della stagione 2008.

## Stagione
Lo Strømsgodset chiuse la stagione all'11º posto, mentre l'avventura nella Coppa di Norvegia 2008 si chiuse ai quarti di finale, con l'eliminazione per mano dello Stabæk. Il calciatore più utilizzato in stagione fu Glenn Andersen, con 31 presenze (26 in campionato, 5 in coppa); il miglior marcatore fu David Nielsen con 11 reti (9 in campionato, 2 in coppa).

## Maglie e sponsor
Lo sponsor tecnico per la stagione 2008 fu Nike, mentre lo sponsor ufficiale fu SpareBank 1. La divisa casalinga era composta da una maglietta di colore blu scuro con inserti bianchi, pantaloncini e calzettoni bianchi. Quella da trasferta era invece totalmente bianca.
| Casa | Trasferta |

## Rosa
| N. |                     | Ruolo | Calciatore           |
| -- | ------------------- | ----- | -------------------- |
| 1  | Norvegia (bandiera) | P     | Espen Johnsen        |
| 2  | Norvegia (bandiera) | D     | Glenn Andersen       |
| 3  | Norvegia (bandiera) | D     | André Bergdølmo      |
| 4  | Norvegia (bandiera) | D     | Inge André Olsen     |
| 5  | Norvegia (bandiera) | D     | Samir Fazlagić       |
| 6  | Norvegia (bandiera) | D     | Alexander Aas        |
| 7  | Togo (bandiera)     | C     | Komlan Amewou        |
| 8  | Norvegia (bandiera) | C     | Ousman Nyan          |
| 10 | Norvegia (bandiera) | C     | Stian Ohr            |
| 11 | Norvegia (bandiera) | A     | Thomas Sørum         |
| 12 | Norvegia (bandiera) | P     | Adam Larsen Kwarasey |
| 13 | Norvegia (bandiera) | C     | Christer George      |
| 14 | Norvegia (bandiera) | C     | Fredrik Nordkvelle   |

| N. |                         | Ruolo | Calciatore         |
| -- | ----------------------- | ----- | ------------------ |
| 15 | Norvegia (bandiera)     | D     | Marius Boldt       |
| 18 | Norvegia (bandiera)     | D     | Kristian Sørli     |
| 19 | Danimarca (bandiera)    | A     | David Nielsen      |
| 20 | Svezia (bandiera)       | A     | Mattias Andersson  |
| 21 | Norvegia (bandiera)     | C     | Fredrik Winsnes    |
| 22 | Norvegia (bandiera)     | A     | Steffen Nystrøm    |
| 23 | Norvegia (bandiera)     | A     | Muhamed Keita      |
| 24 | Norvegia (bandiera)     | D     | David Driscoll     |
| 25 | Svezia (bandiera)       | D     | Joel Riddez        |
| 27 | Sierra Leone (bandiera) | C     | Alfred Sankoh      |
| 28 | Norvegia (bandiera)     | C     | Lars Fuhre         |
| 33 | Norvegia (bandiera)     | C     | Kjetil Lundebakken |

## Calciomercato

### Sessione invernale(dal 01/01 al 31/03)
| Acquisti | Acquisti         | Acquisti | Acquisti   |
| R.       | Nome             | da       | Modalità   |
| -------- | ---------------- | -------- | ---------- |
| D        | Inge André Olsen | Stabæk   | prestito   |
| D        | Joel Riddez      | Örebro   | definitivo |
| C        | Komlan Amewou    | OC Agaza | definitivo |
| A        | David Nielsen    | Odense   | prestito   |

| Cessioni | Cessioni           | Cessioni     | Cessioni   |
| R.       | Nome               | a            | Modalità   |
| -------- | ------------------ | ------------ | ---------- |
| D        | Ronny Deila        |              | ritiro     |
| D        | Steffen Martinsen  |              | svincolato |
| C        | Øyvind Leonhardsen |              | ritiro     |
| A        | Keijo Huusko       | Tromsø       | definitivo |
| A        | Einar Kalsæg       | Moss         | definitivo |
| A        | Péter Kovács       | Odd Grenland | definitivo |

### Sessione estiva(dal 01/08 al 31/08)
| Acquisti | Acquisti      | Acquisti | Acquisti   |
| R.       | Nome          | da       | Modalità   |
| -------- | ------------- | -------- | ---------- |
| C        | Alfred Sankoh | Ullern   | definitivo |

| Cessioni | Cessioni       | Cessioni   | Cessioni   |
| R.       | Nome           | a          | Modalità   |
| -------- | -------------- | ---------- | ---------- |
| D        | David Driscoll | ?          | definitivo |
| C        | Lars Fuhre     | Nybergsund | definitivo |

## Risultati

### Eliteserien

#### Girone di andata
| Arbitro: | Sandmoen (Kjelsås) |

|              |           |  |
| Samuelsen 8’ | Marcatori |  |

| Arbitro: | Hauge (Bergen) |

|                          |           |                           |
| Nielsen 13’, 23’ Ohr 75’ | Marcatori | 82’ Storflor 88’ Ya Konan |

| Arbitro: | Moen (Haugesund) |

|                    |           |              |
| Helstad 18’ (rig.) | Marcatori | 48’ Andersen |

| Arbitro: | Hagen (Grue) |

|                          |           |               |
| Andersen 48’ Nielsen 90’ | Marcatori | 20’ Bjarnason |

| Molde 27 aprile 2008, ore 18:00 5ª giornata | Molde                | 0 – 0 referto | Strømsgodset | Aker Stadion (7.179 spett.)\| Arbitro: \| Skjerven (Kaupanger) \| |
| Arbitro:                                    | Skjerven (Kaupanger) |               |              |                                                                   |

| Arbitro: | Edvartsen (Hamar) |

|                    |           |                            |
| Nielsen 88’ (rig.) | Marcatori | 37’ Sørensen 90’ Bjarnason |

| Arbitro: | Sælen (Bergen) |

|            |           |                      |
| Pasoja 62’ | Marcatori | 90’ (rig.) Andersson |

| Arbitro: | Staberg (Harstad) |

|         |           |  |
| Ohr 45’ | Marcatori |  |

| Arbitro: | Berntsen (Vang) |

|                                |           |                |
| Kibebe 5’ Olsen 76’ Larsen 90’ | Marcatori | 65’ Nordkvelle |

| Drammen 7 giugno 2008, ore 16:00 10ª giornata | Strømsgodset     | 0 – 0 referto | Stabæk | Marienlyst Stadion (6.344 spett.)\| Arbitro: \| Moen (Haugesund) \| |
| Arbitro:                                      | Moen (Haugesund) |               |        |                                                                     |

| Arbitro: | Hauge (Bergen) |

|                         |           |             |
| Winsnes 36’ Nystrøm 62’ | Marcatori | 17’ Sundgot |

| Arbitro: | Hagen (Grue) |

|                             |           |  |
| Rushfeldt 87’ Moldskred 90’ | Marcatori |  |

| Arbitro: | Staberg (Harstad) |

|             |           |                                       |
| Nystrøm 37’ | Marcatori | 47’ Sæternes 76’ Abdellaoue 78’ Zajić |

#### Girone di ritorno
| Arbitro: | Johnsen (Tønsberg) |

|                                                 |           |                         |
| Sigurðsson 31’ Ighalo 82’ Guastavino 90’ (rig.) | Marcatori | 11’ Nystrøm 37’ Nielsen |

| Arbitro: | Hauge (Bergen) |

|                                    |           |  |
| Winsnes 48’, 78’ Sørum 54’ Ohr 85’ | Marcatori |  |

| Arbitro: | Sandmoen (Kjelsås) |

|                                    |           |               |
| Bjørkøy 3’ Occean 22’ Stensaas 57’ | Marcatori | 16’ Bergdølmo |

| Arbitro: | Øvrebø (Oslo) |

|                 |           |  |
| George 25’, 61’ | Marcatori |  |

| Arbitro: | Sælen (Bergen) |

|                |           |                                |
| Abdellaoue 49’ | Marcatori | 4’ (rig.) Bergdølmo 81’ George |

| Arbitro: | Alseth (Stjørdal) |

|               |           |                        |
| Andersson 51’ | Marcatori | 6’ Karekezi 82’ Vitaić |

| Arbitro: | Edvartsen (Hamar) |

|                                                      |           |  |
| Nannskog 8’ (rig.), 42’, 64’, 68’ Andersson 50’, 58’ | Marcatori |  |

| Arbitro: | Johnsen (Tønsberg) |

|            |           |                          |
| George 18’ | Marcatori | 43’ Knarvik 77’ Koppinen |

| Arbitro: | Øvrebø (Oslo) |

|                           |           |         |
| Jóhannsson 52’ Barsom 74’ | Marcatori | 33’ Aas |

| Arbitro: | Øvrebø (Oslo) |

|  |           |           |
|  | Marcatori | 61’ Aarøy |

| Arbitro: | Sælen (Bergen) |

|             |           |         |
| Iversen 69’ | Marcatori | 57’ Ohr |

| Arbitro: | Moen (Haugesund) |

|                                    |           |                  |
| Olsen 53’, 78’ Sørensen 68’ (rig.) | Marcatori | 31’, 75’ Nielsen |

| Arbitro: | Øvrebø (Oslo) |

|                                     |           |                    |
| Nielsen 13’, 83’ (rig.) Nystrøm 90’ | Marcatori | 7’ Fillo 65’ Niang |

### Coppa di Norvegia
| Grorud 12 maggio 2008, ore 18:00 Primo turno                                                                                               | Øvrevoll Hosle | 2 – 7 (d.t.s.) referto                                                     | Strømsgodset | Grorud Match (900 spett.) |
| \| \| \| \| \| Skjelsberg 6’ Haug 68’ (rig.) \| Marcatori \| 38’ Aas 90’ Andersen 94’, 119’ Winsnes 100’ George 103’ Nystrøm 106’ Keita \| |                |                                                                            |              |                           |
| |                |                                                                            |              |                           |
| Skjelsberg 6’ Haug 68’ (rig.) | Marcatori      | 38’ Aas 90’ Andersen 94’, 119’ Winsnes 100’ George 103’ Nystrøm 106’ Keita |              |                           |

| Arbitro: | Bruheim |

|  |           |                                   |
|  | Marcatori | 27’ Nystrøm 36’ (rig.), 38’ Sørum |

| Arbitro: | Krokdal |

|                                        |           |                                |
| Ohr 6’ Nystrøm 13’ Keita 59’, 65’, 83’ | Marcatori | 64’ Kleppe 90’ (aut.) Andersen |

| Arbitro: | Staberg (Harstad) |

|                            |           |                         |
| Nielsen 2’, 31’ George 44’ | Marcatori | 69’ Ødegaard 90’ Gaarde |

| Arbitro: | Hauge (Bergen) |

|                                               |           |               |
| Farnerud 64’ Nannskog 69’ Gunnarsson 82’, 90’ | Marcatori | 41’ Bergdølmo |

## Statistiche

### Statistiche di squadra
| Competizione      | Punti | In casa | In casa | In casa | In casa | In casa | In casa | In trasferta | In trasferta | In trasferta | In trasferta | In trasferta | In trasferta | Totale | Totale | Totale | Totale | Totale | Totale | DR  |
| Competizione      | Punti | G       | V       | N       | P       | Gf      | Gs      | G            | V            | N            | P            | Gf           | Gs           | G      | V      | N      | P      | Gf     | Gs     | DR  |
| ----------------- | ----- | ------- | ------- | ------- | ------- | ------- | ------- | ------------ | ------------ | ------------ | ------------ | ------------ | ------------ | ------ | ------ | ------ | ------ | ------ | ------ | --- |
| Eliteserien       | 29    | 13      | 7       | 1       | 5       | 21      | 17      | 13           | 1            | 4            | 8            | 12           | 27           | 26     | 8      | 5      | 13     | 33     | 44     | -11 |
| Coppa di Norvegia | -     | 2       | 2       | 0       | 0       | 8       | 4       | 3            | 2            | 0            | 1            | 11           | 6            | 5      | 4      | 0      | 1      | 19     | 10     | +9  |
| Totale            | -     | 15      | 9       | 1       | 5       | 29      | 21      | 16           | 3            | 4            | 9            | 23           | 33           | 31     | 12     | 5      | 14     | 52     | 54     | -2  |

### Statistiche dei giocatori
| Giocatore          | Eliteserien | Eliteserien | Eliteserien | Eliteserien | Coppa di Norvegia | Coppa di Norvegia | Coppa di Norvegia | Coppa di Norvegia | Totale   | Totale | Totale      | Totale     |
| Giocatore          | Presenze    | Reti        | Ammonizioni | Espulsioni  | Presenze          | Reti              | Ammonizioni       | Espulsioni        | Presenze | Reti   | Ammonizioni | Espulsioni |
| ------------------ | ----------- | ----------- | ----------- | ----------- | ----------------- | ----------------- | ----------------- | ----------------- | -------- | ------ | ----------- | ---------- |
| A. Aas             | 19          | 1           | 4           | 0           | 4                 | 1                 | 0                 | 0                 | 23       | 2      | 4           | 0          |
| K. Amewou          | 17          | 0           | 4           | 0           | 3                 | 0                 | 2                 | 0                 | 20       | 0      | 6           | 0          |
| G. Andersen        | 26          | 2           | 2           | 0           | 5                 | 1                 | 1                 | 0                 | 31       | 3      | 3           | 0          |
| M. Andersson       | 19          | 2           | 1           | 0           | 3                 | 0                 | 0                 | 0                 | 22       | 2      | 1           | 0          |
| A. Bergdølmo       | 18          | 2           | 2           | 0           | 2                 | 1                 | 1                 | 0                 | 20       | 3      | 3           | 0          |
| M. Boldt           | 1           | 0           | 0           | 0           | 2                 | 0                 | 0                 | 0                 | 3        | 0      | 0           | 0          |
| D. Driscoll        | 0           | 0           | 0           | 0           | 0                 | 0                 | 0                 | 0                 | 0        | 0      | 0           | 0          |
| S. Fazlagić        | 2           | 0           | 0           | 0           | 1                 | 0                 | 0                 | 0                 | 3        | 0      | 0           | 0          |
| L. Fuhre           | 0           | 0           | 0           | 0           | 1                 | 0                 | 0                 | 0                 | 1        | 0      | 0           | 0          |
| C. George          | 20          | 4           | 4           | 0           | 4                 | 2                 | 1                 | 0                 | 24       | 6      | 5           | 0          |
| E. Johnsen         | 24          | 0           | 2           | 0           | 2                 | 0                 | 0                 | 0                 | 26       | 0      | 2           | 0          |
| M. Keita           | 9           | 0           | 1           | 0           | 3                 | 4                 | 0                 | 0                 | 12       | 4      | 1           | 0          |
| A. Larsen Kwarasey | 4           | 0           | 0           | 0           | 3                 | 0                 | 0                 | 0                 | 7        | 0      | 0           | 0          |
| K. Lundebakken     | 0           | 0           | 0           | 0           | 2                 | 0                 | 0                 | 0                 | 2        | 0      | 0           | 0          |
| D. Nielsen         | 23          | 9           | 7           | 0           | 3                 | 2                 | 0                 | 0                 | 26       | 11     | 7           | 0          |
| F. Nordkvelle      | 21          | 1           | 4           | 0           | 3                 | 0                 | 1                 | 0                 | 24       | 1      | 5           | 0          |
| O. Nyan            | 14          | 0           | 2           | 0           | 0                 | 0                 | 0                 | 0                 | 14       | 0      | 2           | 0          |
| S. Nystrøm         | 20          | 4           | 0           | 0           | 5                 | 3                 | 0                 | 0                 | 25       | 7      | 0           | 0          |
| S. Ohr             | 26          | 4           | 2           | 0           | 3                 | 1                 | 0                 | 0                 | 29       | 5      | 2           | 0          |
| I. Olsen           | 18          | 0           | 4           | 0           | 2                 | 0                 | 0                 | 0                 | 20       | 0      | 4           | 0          |
| J. Riddez          | 22          | 0           | 5           | 0           | 4                 | 0                 | 0                 | 0                 | 26       | 0      | 5           | 0          |
| A. Sankoh          | 2           | 0           | 0           | 0           | 2                 | 0                 | 0                 | 0                 | 4        | 0      | 0           | 0          |
| K. Sørli           | 15          | 0           | 1           | 0           | 5                 | 0                 | 1                 | 0                 | 20       | 0      | 2           | 0          |
| T. Sørum           | 12          | 1           | 0           | 0           | 3                 | 2                 | 0                 | 0                 | 15       | 3      | 0           | 0          |
| F. Winsnes         | 25          | 3           | 3           | 0           | 5                 | 2                 | 0                 | 0                 | 30       | 5      | 3           | 0          |